# Championnats du monde par équipes de judo
C'est à l'instigation de la Fédération française de judo que naît la Coupe du monde de judo par équipes dont la première édition se déroule en 1994, à Paris. Elle ne concerne dans un premier temps que les hommes. En 1997, une compétition féminine équivalente est créée, disputée à Osaka, au Japon, au mois de janvier. Bien qu’elle soit jugée peu convaincante en raison de l’absence de nombreux pays européens, elle est considérée toutefois comme la première Coupe du monde féminine par équipes. En fait, il faut attendre l’édition suivante  pour assister à une compétition féminine mondiale vraiment représentative à l’occasion de la Coupe du monde 1998 qui se déroule à Minsk, en Biélorussie, conjointement cette fois avec l’épreuve masculine.
Suivant un rythme quadriennal, le rendez-vous suivant a lieu en 2002 à Bâle. Puis en 2006, à Paris où il est désormais intitulé « Championnats du monde par équipes ». En 2006, la périodicité de ces épreuves devient annuelle. En revanche, à partir de 2011, les Championnats du monde par équipes sont associés aux épreuves individuelles et disputés en même temps qu’elles. L’édition 2012 étant l’exception à la règle.

## Localisation et date des épreuves
| Année | Ville et pays                  | Dates                   |
| ----- | ------------------------------ | ----------------------- |
| 1994  | Paris, France                  | 25 septembre            |
| 1997  | Osaka, Japon                   | 19 janvier              |
| 1998  | Minsk, Biélorussie             | 12 - 13 septembre       |
| 2002  | Bâle, Suisse                   | 31 août - 1er septembre |
| 2006  | Paris, France                  | 16 - 17 septembre       |
| 2007  | Pékin, Chine                   | 17 - 18 novembre        |
| 2008  | Tokyo, Japon                   | 4 - 5 octobre           |
| 2010  | Antalya, Turquie               | 30 - 31 octobre         |
| 2011  | Paris, France                  | 28 août                 |
| 2012  | Salvador de Bahia, Brésil      | 27 - 28 octobre         |
| 2013  | Rio de Janeiro, Brésil         | 1er septembre           |
| 2014  | Tcheliabinsk, Russie           | 25 - 31 août            |
| 2015  | Astana, Kazakhstan             | 24 - 30 août            |
| 2017  | Budapest, Hongrie              | 28 août - 3 septembre   |
| 2018  | Bakou, Azerbaïdjan             | 20 - 27 septembre       |
| 2019  | Tokyo, Japon                   | 25 août - 1er septembre |
| 2021  | Budapest, Hongrie              | 6 juin - 13 juin        |
| 2022  | Tachkent, Ouzbekistan          | 6 octobre - 13 octobre  |
| 2023  | Doha, Qatar                    | 7 mai - 14 mai          |
| 2024  | Abou Dabi, Émirats arabes unis | 19 mai - 24 mai         |
| 2025  | Budapest, Hongrie              | 13 juin - 20 juin       |

## Bilan global
|               | Hommes                   | Hommes                   | Hommes                   | Femmes                   | Femmes                   | Femmes                   |
| Année         |                          |                          |                          |                          |                          |                          |
| Médaille d'or | Médaille d'argent        | Médaille de bronze       | Médaille d'or            | Médaille d'argent        | Médaille de bronze       |                          |
| 1994          | France                   | Allemagne                | Japon Russie             | Compétition non disputée | Compétition non disputée | Compétition non disputée |
| 1997          | Compétition non disputée | Compétition non disputée | Compétition non disputée | Cuba                     | Corée du Sud             | Japon France             |
| 1998          | Japon                    | Brésil                   | Russie France            | Cuba                     | France                   | Belgique Chine           |
| 2002          | Japon                    | Géorgie                  | France Italie            | Japon                    | Cuba                     | Italie Chine             |
| 2006          | Géorgie                  | Russie                   | France Corée du Sud      | France                   | Cuba                     | Japon Chine              |
| 2007          | Japon                    | Brésil                   | Chine Corée du Sud       | Chine                    | Cuba                     | Japon Mongolie           |
| 2008          | Géorgie                  | Ouzbékistan              | Russie Brésil            | Japon                    | France                   | Chine Allemagne          |
| 2010          | Japon                    | Brésil                   | Russie Corée du Sud      | Pays-Bas                 | Allemagne                | Japon Turquie            |
| 2011          | France                   | Brésil                   | Corée du Sud Japon       | France                   | Japon                    | Allemagne Cuba           |
| 2012          | Russie                   | Japon                    | Géorgie Brésil           | Japon                    | Chine                    | Cuba Brésil              |
| 2013          | Géorgie                  | Russie                   | Japon Allemagne          | Japon                    | Brésil                   | France Cuba              |
| 2014          | Japon                    | Russie                   | Allemagne Géorgie        | France                   | Mongolie                 | Allemagne Japon          |
| 2015          | Japon                    | Corée du Sud             | Géorgie Mongolie         | Japon                    | Pologne                  | Allemagne Russie         |

|               | Equipes mixtes    |                    |                      |
| Année         |                   |                    |                      |
| Médaille d'or | Médaille d'argent | Médaille de bronze |                      |
| 2017          | Japon             | Brésil             | France Corée du Sud  |
| 2018          | Japon             | France             | Russie Corée unifiée |
| 2019          | Japon             | France             | Russie Brésil        |
| 2021          | Japon             | France             | Ouzbékistan Brésil   |
| 2022          | Japon             | France             | Allemagne Israël     |
| 2023          | Japon             | France             | Géorgie Pays-Bas     |
| 2024          | Japon             | France             | Géorgie Italie       |
| 2025          | Géorgie           | Corée du Sud       | Allemagne Japon      |

## Répartition des titres par nations
Répartition des titres par nations depuis 1994. Tableau mis à jour après l'édition 2025.
| Nations  | Ensemble des titres | Titres masculins | Titres féminins | Titres mixtes |
| Japon    | 18                  | 6                | 5               | 7             |
| France   | 5                   | 2                | 3               |               |
| Géorgie  | 4                   | 3                |                 | 1             |
| Cuba     | 2                   |                  | 2               |               |
| Chine    | 1                   |                  | 1               |               |
| Pays-Bas | 1                   |                  | 1               |               |
| Russie   | 1                   | 1                |                 |               |
|          | 32                  | 12               | 12              | 8             |

## Bilan détaillé
Sont listées dans les tableaux suivants uniquement les épreuves qui se sont déroulées indépendamment des championnats du monde individuels (années 1994 à 2008, ainsi que 2012). Pour les épreuves par équipes qui ont eu lieu conjointement avec les épreuves individuelles, consulter les pages concernées des Championnats du monde de judo.
- Les judokas dont les noms sont précédés d'un astérisque sont ceux qui ont participé aux qualifications mais qui n'ont pas combattu en finale, ni pour l'obtention d'une médaille de bronze.

### 1994
Exclusivement masculine, la première édition de la Coupe du monde par équipes se déroule à Paris et récompense l'équipe locale emmenée par David Douillet. Bien qu’étant handicapé par une blessure au dos, celui-ci  marque un point décisif face à la Corée du Sud, en demi-finale, qui permet  aux tricolores de poursuivre leur chemin vers le titre mondial.  En finale, c’est Laurent Crost, son remplaçant, qui se montre à son tour déterminant et donne à son équipe le point de la victoire en battant l’Allemand Frank Möller, à une minute de la fin du combat, alors que les deux équipes sont à égalité.
 À noter, l’exploit de la Russie qui coupe la route du titre à une équipe  japonaise  décevante  et qui obtient finalement la médaille de bronze, après une défaite contre l’Allemagne, en demi-finale.
Finale : France bat Allemagne 3 victoires à 2 (18 points à 17) 

Matchs pour les médailles de bronze : Russie bat Cuba 4 victoires à 2 (33 points à 10)  /  Japon bat Corée du Sud 4 victoires à 2 (35 points à 16)
| Médaille d'or | Médaille d'argent                                                                                                  | Médailles de bronze |
| France Franck Chambily, Hamid Abdoune Patrick Rosso, Laurent François Vincenzo Carabetta, Tamaz Saakachvili Laurent Crost * Benoît Campargue, Djamel Bouras Patrice Rognon, David Douillet | Allemagne Sebastian Hampel, Peter Schlatter Martin Schmidt, Stefan Dott Marko Spittka, Detlef Knorrek Frank Möller | Japon Kenichi Harada, Naoya Uchimura Daisuke Hideshima, Yasuhiro Nakashima Masaru Tanabe, Michiaki Kamochi Shinichi Shinohara Russie Tinav Akhmedov, Vladimir Drachko Sergey Kosmynin, Konstantin Savchishkin Oleg Maltsev, Dmitry Sergeev Evgeny Pechurov |

### 1997
Cette édition 1997 qui ne concerne que les femmes est parfois ignorée dans les bilans, certainement parce qu’elle a été boudée par de nombreux pays européens. Dans son édition du 19 janvier 1997, le journal L'Équipe concède cependant  qu’elle constitue indubitablement la « première Coupe du monde » féminine de judo par équipes. Même si dans son édition suivante du 20 janvier 1997, ce même journal déplore la faible représentativité de la compétition qui vient de se dérouler et espère que filles et garçons disputeront conjointement deux « vraies » Coupes du monde, en 1998. 
Ce premier titre mondial par équipes est remporté par Cuba, considérée comme « l’équipe la plus homogène du monde », qui domine nettement le Japon puis la Corée du Sud en finale.
Finale : Cuba bat Corée du Sud 5 victoires à 2 (45 points à 12)

Matchs pour les médailles de bronze : France bat Taïwan 7 victoires à 0 (53 points à 0) /  Japon bat Chine 3 victoires à 3 (27 points à 23)
| Médaille d'or | Médaille d'argent                                                                                                | Médailles de bronze |
| Cuba Amarilis Savón, Legna Verdecia Driulis Gonzalez, Kenia Rodríguez Sibelis Veranes, Diadenis Luna Daima Beltrán | Corée du Sud Hee-Joon Yoo, Kyung-Soon Min Ji-Hyun Cho, Sung-Sook Jung Min-Sun Cho, Young-Hee Choi Hyun-Kyung Lee | Japon Atsuko Nagai, Noriko Narazaki Eiko Sugimura, Hiroko Kitazume Risa Kazumi, Noriko Anno Mako Kuniyoshi France Frédérique Jossinet, Marie-Claire Restoux Magali Baton, Séverine Vandenhende Isabelle Beauruelle, Estha Essombe Christine Cicot |

### 1998
- Les hommes : la France l’emporte facilement face au Brésil après avoir cependant éprouvé des difficultés, en finale de tableau, pour venir à bout d’une vaillante équipe de Russie qui finira finalement troisième. David Douillet ne participant pas à cette Coupe du monde en raison d’une blessure, ce sont le Japonais Tadahiro Nomura, les Russes Tamerlan Tmenov et Dmitry Morozov qui se mettent en évidence, durant cette compétition.

Finale : Japon bat Brésil 5 victoires à 1 (45 points à 3)

Matchs pour les médailles de bronze : France bat Cuba 3 victoires à 3 (30 points à 11) /  Russie bat Biélorussie 5 victoires à 3 (42 points à 17)
- Les femmes : la compétition jugée remarquable par « le haut niveau d’ensemble des combats »[7]est remportée pour la seconde fois consécutive par les Cubaines qui battent en finale une jeune équipe de France en devenir, tandis que les Japonaises n’accèdent pas au podium, ce qui constitue un petit événement.

Finale : Cuba bat France 4 victoires à 2 (35 points à 20) 

Matchs pour les médailles de bronze : Belgique bat Japon 3 victoires à 3 (25 points à 16) /  Chine bat Brésil 2 victoires à 1 (20 points à 10)
| Médaille d'or | Médaille d'argent | Médailles de bronze | |
| Hommes        | Japon Tadahiro Nomura, Yukimasa Nakamura Kenzo Nakamura, Kazunori Kubota Masaru Tanabe, Takeshi Kozai Shinichi Shinohara * Kazuhiko Tokuno, Yoshio Nakamura Shigeru Kubota | Brésil Fulvio Miyata, Henrique Guimarães Sergio Oliveira, Flávio Canto Edelmar Branco Zanol, Fernando Figueiredo Daniel Andrey Hernandes               | Russie Vladimir Degtyarev, Islam Matsiev Anatoly Laryukov, Konstantin Savchishkin Dmitry Morozov, Alexander Mikhailin Tamerlan Tmenov * Evgeny Karpukhin France Yacine Douma, Larbi Benboudaoud Daniel Fernandes, David Inquel Stéphane Traineau, Patrice Rognon Lionel Hugonnier * Laurent François, Vincenzo Carabetta Christophe Gagliano, Jérôme Dreyfus |
| Femmes        | Cuba Amarilis Savón, Legna Verdecia Driulis Gonzalez, Kenia Rodríguez Sibelis Veranes, Diadenis Luna Daima Beltrán                                                         | France Sarah Nichilo-Rosso, Marie-Claire Restoux Magali Baton, Séverine Vandenhende Carine Varlez, Céline Lebrun Christine Cicot * Frédérique Jossinet | Belgique Ann Simons, Inge Clement Marisabel Lomba, Gella Vandecaveye Ulla Werbrouck, Heidi Rakels Brigitte Olivier Chine Shujiao Jin, He Ji Zheng Linli, Shufang Li Pan Yuqing, Li Yanfu Fuming Sun |

### 2002
- Les hommes : Impressionnants vainqueurs, les Japonais ne concèdent aucune défaite que ce soit face à la France en demi-finale, ou à la Géorgie en finale. Les deux pays étant battus sèchement 7 à 0[8]. C'est la seconde victoire consécutive des Nippons en Coupe du monde. Français et Italiens complètent le podium.

Finale : Japon bat Géorgie 7 victoires à 0 (62 points à 0)

Matchs pour les médailles de bronze : Italie bat Iran 4 victoires à 3 (40 points à 30) /  France bat Cuba 5 victoires à 2 (37 points à 20)
- Les femmes : Les Japonaises remportent également le titre  à l’issue d'une finale très disputée remportée aux dépens des Cubaines. La Chine et l'Italie s'adjugent les médailles de bronze après leurs victoires respectives sur les Coréennes et les Françaises.

Finale : Japon bat Cuba 4 victoires à 3 (32 points à 24) 

Matchs pour les médailles de bronze : Italie bat France 5 victoires à 3 (40 points à 17) /  Chine bat Corée du Sud 5 victoires à 1 (35 points à 7)
| Médaille d'or | Médaille d'argent                                                                                                   | Médailles de bronze | |
| Hommes        | Japon Tatsuaki Egusa, Michihiro Omigawa Masahiro Takamatsu, Kenzo Nakamura Yuta Yazaki, Kosei Inoue Yasuyuki Muneta | Géorgie Nestor Khergiani, David Margoshvili Giorgi Revazishvili, Grigori Mamrikishvili Zurab Zviadauri, Iveri Jikurauli Alexander Davitashvili | Italie Giovanni Carella, Alessandro Bruyere Giuseppe Maddaloni, Andrea Truzzi Francesco Lepre, Michele Monti Denis Braidotti France Jérémy Le Bris, Benjamin Darbelet Daniel Fernandes, Cédric Claverie Frédéric Demontfaucon, Ghislain Lemaire Jérôme Dreyfus * Yacine Douma, Christophe Besnard Christophe Massina, Frédéric Lecanu David Bozouklian |
| Femmes        | Japon Kayo Kitada, Yuki Yokosawa Noriko Mogi, Yoshie Ueno Masae Ueno, Noriko Anno Midori Shintani                   | Cuba Danieska Carrion, Amarilis Savón Yurisleidy Lupetey, Anaisis Hernandez Sibelis Veranes, Yurisel Laborde Daima Beltrán                     | Italie Giuseppina Macrì, Antonia Cuomo Cinzia Cavazzuti, Maddalena Sorrentino Ylenia Scapin, Lucia Morico Barbara Andolina Chine Gao Lijuan, Liu Yuxiang Wang Shuyan, Xu Yan Wang Juan, Wei Qingfang Jia Xueying |

### 2006
- Les hommes : la Géorgie remporte pour la première fois l’épreuve désormais intitulée « Championnats du monde par équipes »,  après avoir dominé la Russie qui avait pourtant barré la route à la France, en qualification. Les tricolores qui visaient la médaille d’or doivent se contenter du bronze. Pour la première fois depuis 1994, le Japon battu par la Corée du Sud n’accède pas au podium.

Finale : Géorgie bat Russie 4 victoires à 3 (29 points à 27)

Matchs pour les médailles de bronze : Corée du Sud bat Japon 2 victoires à 2 (17 points à 13)  /  France bat Ukraine 6 victoires à 1 (47 points à 3)  
- Les femmes : Les Françaises remportent les Championnats du monde par équipes pour la première fois grâce à leur victoire contre les Japonaises, tenantes du titre, en qualification, et à leur succès en finale face aux Cubaines, doubles lauréates de la compétition.

Finale : France bat Cuba 4 victoires à 0 (23 points à 0)

Matchs pour les médailles de bronze : Japon bat Corée du Sud 4 victoires à 0 (33 points à 0)  /  Chine bat Slovénie 7 victoires à 0 (57 points à 0)   
| Médaille d'or | Médaille d'argent | Médailles de bronze | |
| Hommes        | Géorgie Nestor Khergiani, Zaza Kedelashvili David Kevkishvili, Grigori Mamrikishvili Irakli Tsirekidze, Georgi Kizilashvili Zviadi Khanjaliashvili *Vakhtangi Khositashvili, Giorgi Baindurashvili Lasha Gujejiani | Russie Ruslan Kishmakhov, Mikhail Verkholantsev Salamu Mezhidov, Dmitry Nosov Ivan Pershin, Ruslan Gasymov Tamerlan Tmenov * Evgeny Kudyakov, Konstantin Zaretsky | Corée du Sud Nam-Suk Cho, Kwang-Sub Kim Won-Hee Lee, Yong-Woo Kwon Hee-Tae Hwang, Sung-Ho Jang Sung-Bum Kim France Cyril Soyer, Benjamin Darbelet Anthony Fritsch, Anthony Rodriguez Frédéric Demontfaucon , Ghislain Lemaire Pierre-Alexandre Robin * Daniel Fernandes, Medhi Khaldoune Matthieu Bataille |
| Femmes        | France Frédérique Jossinet, Audrey La Rizza Barbara Harel, Lucie Decosse Anne Morlot, Céline Lebrun Anne-Sophie Mondière * Gévrise Emane                                                                           | Cuba Yanet Bermoy, Yamilka Del Valle Yurisleidy Lupetey, Driulis Gonzalez Yalennis Castillo, Yurisel Laborde Ibis Dueñas                                          | Japon Misato Nakamura, Yuki Yokosawa Aiko Sato, Ayumi Tanimoto Masae Ueno, Sae Nakazawa Maki Tsukada * Nae Udaka Chine Gao Feng, Li Ying Xu Yan, Xu Yuhua Dongya Qin, Liu Xia Wen Tong |

### 2007
- Les hommes : Les japonais remportent pour la troisième fois la couronne mondiale, en battant les Brésiliens en finale aux points (30 à 22), à l'issue d'un match très serré. L'une des deux rencontres pour une médaille de bronze qui se joue entre Français et Chinois est également très disputée puisqu'elle est remportée également aux points par les Asiatiques qui s'imposent d'un cheveu, sur le score de 22 à 21.

Finale : Japon bat Brésil 3 victoires à 3 (30 points à 22)

Matchs pour les médailles de bronze : Corée du Sud bat Russie  /  Chine bat France 3 victoires à 3 (22 points à 21)
- les femmes: Les chinoises s'imposent pour la première fois dans cette compétition aux dépens de Cuba qui s'incline en finale, pour la troisième fois consécutivement.

Finale : Chine bat Cuba 4 victoires à 2 

Matchs pour les médailles de bronze : Japon   /  Mongolie
| Médaille d'or | Médaille d'argent                                                                                                 | Médailles de bronze | |
| Hommes        | Japon Hiroaki Hiraoka, Masato Uchishiba Masato Inazawa, Takashi Ono Hiroshi Izumi, Hidekazu Inomata Satoshi Ishii | Brésil Charles Chibana, Leandro Cunha Pedro Gueldes, Victor Penalber (pt) Hugo Pessanha, Luciano Corrêa Joao Schlittler * Flávio Canto, Leonardo Leite | Corée du Sud Min-Ho Choi, Joo-Jin Kim Ki-Chun Wang, Dae-Nam Song Hee-Tae Hwang, Sung-Ho Jang Soo-Whan Kim * Yong-Woo Kwon, Sun-Ho Choi Kwang-Sun Yoo Chine Jianqi An, Ritubilige Wu Qindong Zeng, Deqiang Xiao Yanzhu He, Ning Shao Xiangjun Wei * Yunlong He                          |
| Femmes        | Chine Gao Feng, Dongmei Xian Xu Yan, Lili Xu Wang Juan, Xiuli Yang Wen Tong * Dongya Qin, Liu Xia, Hua Yuan       | Cuba Yanet Bermoy, Susel Mustelier Yurisleidy Lupetey, Driulis Gonzalez Yalennis Castillo, Yurisel Laborde Idalys Ortiz                                | Japon Tomoko Fukumi, Yuka Nishida Aiko Sato, Yoshie Ueno Masae Ueno, Kumiko Horie Midori Shintani Mongolie Baasankhu Uranchimeg, Bundmaa Munkhbaatar Erdenet-Od Khishigbat, Munkhzaya Tsedevsuren Hureldorj Batkhishig, Lkhamdegd Purevjargal Tserenkhand Dorjgotov * Tumen-Od Battugs |

### 2008
- les hommes : Seulement huit équipes ont été sélectionnées pour participer à ce championnat qui se déroule sans les judokas français. La Géorgie s’impose pour la seconde fois dans cette compétition. Elle domine l’Ouzbékistan en finale après avoir battu précédemment le Brésil qui doit se contenter de la médaille de bronze. Tout comme la Russie dont les espoirs d’accéder à la finale ont été  anéantis par les Ouzbèkes, en demi-finale.

Finale hommes : Géorgie bat Ouzbékistan 4 victoires à 2 (29 points à 20)

Matchs pour les médailles de bronze : Russie bat Japon 4 victoires à 3 (32 points à 30)  /  Brésil bat Algérie 7 victoires à 0 (62 points à 3)  
- Les femmes : Huit équipes également participent à la compétition féminine. En finale, les expérimentées Japonaises emmenées entre autres par Ayumi Tanimoto et Misato Nakamura battent facilement la jeune garde de l’équipe de France qui avait cependant éliminé les Coréennes en qualification, puis les Cubaines en demi-finale[9]. La Chine et l’Allemagne accèdent au podium après leurs larges victoires sur leurs adversaires respectifs, l’Algérie et Cuba.

Finale : Japon bat France 5 victoires à 1 (45 points à 10)

Matchs pour les médailles de bronze : Chine bat Algérie 6 victoires à 1 (53 points à 3)  /  Allemagne bat Cuba 5 victoires à 1 (44 points à 10)   
| Médaille d'or | Médaille d'argent | Médailles de bronze | |
| Hommes        | Géorgie Nestor Khergiani, Mindia Khomizuri Zaza Kedelashvili, David Kevkishvili Varlam Liparteliani, Irakli Tsirekidze Lasha Gujejiani                                                    | Ouzbékistan Rishod Sobirov, Mirali Sharipov Avazbek Korganov, Navruz Jurakobilov Khurshid Nabiev , Utkir Kurbanov Abdullo Tangriev | Russie Evgeny Kudyakov, Alim Gadanov Konstantin Zaretsky, Sirazhudin Magomedov Zafar Makhmadov, Aslan Unashkhotlov Alexander Mikhailin * Ruslan Kishmakhov, Vyacheslav Mikhailin Brésil Charles Chibana, Denílson Lourenço Victor Penalber (pt), Flávio Canto Hugo Pessanha, Leonardo Leite Daniel Andrey Hernandes * Eduardo Santos, Walter Santos |
| Femmes        | Japon Shizuka Yamaguchi, Misato Nakamura Kaori Matsumoto, Ayumi Tanimoto Yoriko Kunihara, Sae Nakazawa Mika Sugimoto * Emi Yamagishi, Tomoko Fukumi Yuka Nishida, Yoshie Ueno Sayaka Anai | France Laëtitia Payet, Marine Richard Sarah Loko, Emmanuelle Payet Magali Leguay, Lucie Louette Ketty Mathé                        | Chine Jun Xiao, Junjie Shi Rong Sun, Lan Li Weiyan Han, Zhang Zhehui Qian Qin * Xia Liu Allemagne Séverine Pesch, Mareen Kraeh Marlen Hein, Claudia Malzahn Kerstin Thiele, Heide Wollert Franziska Konitz * Miryam Roper |

### 2010
- Les hommes : C'est la quatrième victoire du Japon dans la compétition masculine, obtenue facilement aux dépens du Brésil.

Finale : Japon bat Brésil 4 victoires à 1 (31 points à 10)

Matchs pour les médailles de bronze : Russie bat Turquie 3 victoires à 2 (30 points à 20)  /  Corée du Sud bat France 4 victoires à 1 (26 points à 10)  
- les femmes: Les Néerlandaises inscrivent pour la première fois le nom des Pays-Bas au palmarès de l'épreuve féminine.

Finale : Pays-Bas bat Allemagne 3 victoires à 2 (30 points à 17)

Matchs pour les médailles de bronze :  Turquie bat France 3 victoires à 2 (25 points à 20)  /  Japon bat Brésil 5 victoires à 0 (40 points à 0)  
| Médaille d'or | Médaille d'argent | Médailles de bronze                                                                               | |
| Hommes        | Japon Musashi Ogura, Masahiko Otsuka Masahiro Takamatsu, Masashi Nishiyama Hiroki Tachiyama * Masashi Kodera, Ryo Saito Kazushi Nishioka | Brésil Alex Pombo, Bruno Mendonça Flávio Canto, Rodrigo Maciel de Luna Rafael Silva * David Moura | Russie Mikhail Pulyaev, Murat Kodzokov Murat Khabachirov, Kirill Voprosov Dmitry Sterkhov * Ulan Gurtuev, Arsen Pshmakhov Viktor Semenov, Aslan Kambiev Corée du Sud Jun-Ho Cho, Gui-Man Bang Suk-Woong Hong, Yong-Woo Kwon Sung-Min Kim     |
| Femmes        | Pays-Bas Kitty Bravik, Juul Franssen Elisabeth Willeboordse, Linda Bolder Carola Uilenhoed * Anicka van Emden, Marhinde Verkerk          | Allemagne Susi Zimmermann, Miryam Roper Claudia Malzahn, Iljana Marzok Heide Wollert              | Japon Yuka Nishida, Chie Iwata Miki Tanaka, Mina Watanabe Aya Ishiyama * Nae Udaka, Ikumi Tanimoto Asuka Oka, Mai Tateyama Turquie Aynur Samat, Tugba Zehir Busra Katipoglu, Seyda Bayram Belkıs Zehra Kaya * Selda Karadag, Gülşah Kocatürk |

### 2012
- Les hommes : Sur leur lancée des Jeux olympiques de Londres où ils avaient décroché trois médailles d’or et terminé à la première place du classement des nations, les Russes remportent leur premier titre mondial par équipe et ceci au terme d’une formidable remontée. La finale contre le Japon commence en effet très mal pour eux puisqu’ils perdent leurs deux premiers combats. Mais les succès de Murat Khabachirov, Kamil Magomedov et Alexander Mikhailin inversent le cours des événements et leur donnent finalement la victoire. Les japonais qui étaient passés complètement à côté des Jeux de Londres en ne ramenant qu’une seule médaille d’or doivent se contenter de l’argent[10]. Le podium est complété par la Géorgie et le Brésil qui vient à bout de la France à l’issue d’une rencontre également très serrée (3 à 2).

Finale : Russie bat Japon 3 victoires à 2 

Matchs pour les médailles de bronze : Géorgie bat Corée du Sud  4 victoires à 1  /  Brésil bat France 3 victoires à 2 
- Les femmes : Avec le soutien d'une communauté nipponne importante, le Japon réalise le doublé en remportant également le titre féminin. À l’issue d’une finale haletante contre les Chinoises, les Japonaises obtiennent  la victoire in extremis, sur le score de 3 à 2. C’est en effet  au bout du suspense, à vingt secondes de la fin du dernier combat de la rencontre que Megumi Tachimoto marque waza-ari et offre le point décisif à son équipe[11].  Comme chez les hommes, les rencontres sont très disputées. Y compris les matchs pour les deux médailles de bronze décrochées par Cuba et le Brésil.

Finale : Japon bat Chine 3 victoires à 2 

Matchs pour les médailles de bronze : Cuba bat Russie 3 victoires à 2  /  Brésil bat Mongolie 5 victoires à 0  
| Médaille d'or | Médaille d'argent                                                                                | Médailles de bronze                                                                     | |
| Hommes        | Russie Mikhail Pulyaev, Batradz Kaitmazov Murat Khabachirov, Kamil Magomedov Alexander Mikhailin | Japon Masashi Ebinuma, Yasuhiro Awano Nagashima Keita, Masashi Nishiyama Ryu Shichinohe | Géorgie Shalva Kardava, NugzarTatalashvili Varlam Liparteliani, Leviani Matiashvili Avtandil Tchrikishvili Brésil Luiz Revite, Bruno Mendonca Victor Penalber (pt), Rafael Silva Eduardo Silva |
| Femmes        | Japon Yuki Hashimoto, Anzu Yamamoto Kana Abe, Yuko Imai Megumi Tashimoto                         | Chine Ma Yingnan, Lu Tongjuan Xu Lili, Chen Fei, Qin Qian                               | Cuba Yanet Bermoy Acosta, Aliuska Ojeda Maricet Espionosa, Onix Cortes Aldama Kaliema Antomarchi Brésil Erika Miranda, Ketleyn Quadros Rafaela Silva, Maria Portela Maria Suelen Altheman      |

## Sources
- Compositions des équipes sur les pages du site JudoInside, « World Team Championships »

- Le journal L'Équipe des éditions suivantes : n° 15 052 du 26 septembre 1994, n° 15 771 du 18 et 19 janvier 1997, n° 15 772 du lundi 20 janvier 1997, n° 16 283 du 13 septembre 1998, n° 16 284 du 14 septembre 1998, n° 17 609 du 2 septembre 2002 (p.18), n° 17 608 (p.9) du 1er septembre 2002, n° 19 073 du 18 septembre 2006.

- Le numéro spécial de L'Équipe magazine, « L’année 1994 », p. 194.

- Doc IJF 2010 WC Team – Antalaya]